# M/T Alan Veliki
M/T Alan Veliki je hrvatski tanker tipa suezmax za prijevoz sirove nafte. IMO broj mu je 9249075. MMSI broj je 238203000. Plovi pod hrvatskom zastavom. Matična luka je Zadar.

## Karakteristike
Splitsko brodogradilište ugovorilo ga je za hrvatskog brodara Tankersku plovidbu iz Zadra. Nosivost broda koja je 166.739 tona. Bruto tonaže je 84 315. Postavljen je na navoze kao novogradnja br. 433, a porinut je 2004. Predan je Tankerskoj plovidbi 15. siječnja 2005. godine.
Prethodio je brodovima blizancima Hrvatskoj i Donatu. Alan Veliki, Hrvatska i Donat u vrijeme porinuća bila su tri najveća tankera na svijetu od 166.000 tona porinuta s kosog ležaja u jednom komadu.

## Vanjske poveznice
- M/T Alan Veliki  Arhivirana inačica izvorne stranice od 23. rujna 2015. (Wayback Machine)